# Мориц I фон Шпигелберг
Мориц I фон Шпигелберг (на немски: Moritz I von Spiegelberg; * пр. 1227; † сл. 1289) е граф на Шпигелберг в територията на река Везер.

## Произход
Той е син на граф Бернхард I фон Попенбург-Шпигелберг († 1244) и съпругата му фон Роде-Лимер, дъщеря на граф Конрад I фон Роде-Лимер († сл. 1200) и Кунигунда фон Хаген († сл. 1195).

## Фамилия
Мориц I фон Шпигелберг се жени за Маргарета II фон Верле († сл. 1285), вероятно дъщеря на Николаус I фон Росток, Мекленбург, Верле-Гюстров († 1277) и Юта фон Анхалт († 1277). Те имат децата:
- Мориц II фон Шпигелберг († 20 август 1316), граф на Шпигелберг
- Аделхайд, омъжена пр. 1 юли 1276 г. за граф Хайденрайх фон Лаутерберг († 1286/1292)
- Николаус († сл. 1284), граф на Шпигелберг
- Херман († сл. 1331)
- Хедвиг († сл. 1299), омъжена за Хайнрих фон Ходенберг († сл. 1299)